# Герб Тального
Герб Тального — один з офіційних символів міста Тальне Черкаської області. Затверджений рішенням Тальнівської міської ради від 18.07.2000 року. Автор герба — черкаський геральдист Олег Толкушин.

## Опис герба

### Опис малого герба
|  | Щит герба скошений справа тридільно. В першій золотій частині — чорний солярно-лунарний знак. У другій лазуровій частині — срібний кадуцей у перев'яз справа. Третя частина — червона мурована в напрямі скошення з срібними швами. |

### Опис додаткових елементів великого герба
|  | Щит увінчаний срібною міською короною з трьома зубцями і зростаючим з червоного полум'я золотим феніксом з розправленими крилами. Щитотримачі: справа — срібний бик, зліва — срібний єдиноріг, які стоять на каменистому підніжжі з зеленим покриттям. Щит поставлено на групу кам'яних валунів, які опоясані срібною девізною стрічкою з написом червоними літерами: «Від доброго кореня». |

## Цікаві факти
- За основу герба було взято герб дворянського роду Шувалових, які тривалий час мали свої помістя у Тальному.[3]
- Своїми додатковими елементами герб Тального віддалено схожий на герб Нігерії.[1]

## Галерея
|  |  |  |  |  |